# Josef Pöttinger
Josef Pöttinger   (Múnic, 16 d'abril de 1903 - Múnic, 9 de setembre de 1970) fou un futbolista alemany de la dècada de 1920.
Fou 14 cops internacional amb la selecció alemanya amb la qual participà en els Jocs Olímpics d'Estiu de 1928.
Pel que fa a clubs, defensà els colors de Bayern Múnic.